# Тизој (Белуно)
Тизој (итал. Tisoi) је насеље у Италији у округу Белуно, региону Венето.
Према процени из 2011. у насељу је живело 363 становника. Насеље се налази на надморској висини од 567 м.